# Pál Turán

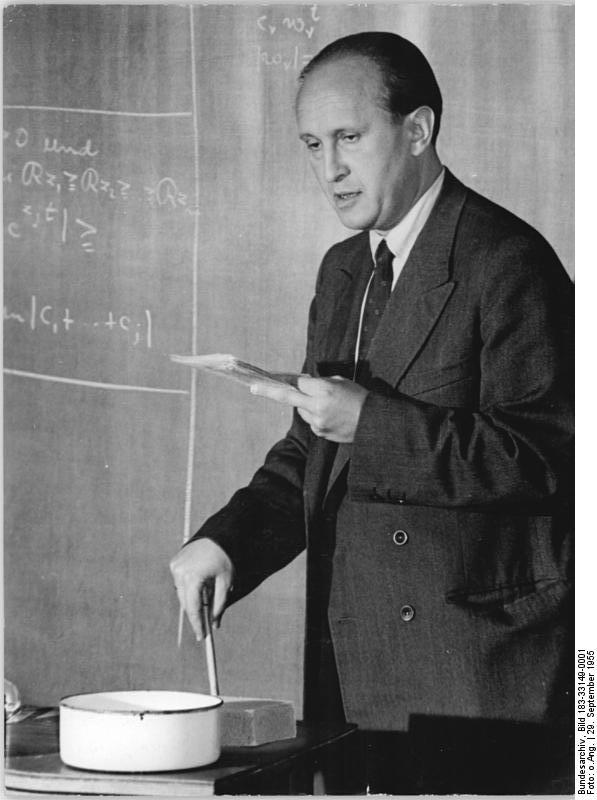
Pál Turán, 1955

Pál Turán (auch: Paul Turán; * 18. August 1910 in Budapest, Österreich-Ungarn; † 26. September 1976 ebenda) war ein ungarischer Mathematiker. Er lieferte Beiträge zu der Zahlentheorie, Gruppentheorie und der Approximationstheorie. Er bewies 1941 ein erstes grundlegendes Resultat der extremalen Graphentheorie, den heute sogenannten Satz von Turán.

## Biographie
Turán, ältester Sohn einer jüdischen Familie, galt als begabter Schüler mit hohen mathematischen Fähigkeiten. Während seines Studiums an der Budapester Péter-Pázmány-Universität traf er im September 1930 das erste Mal auf Paul Erdős. Im Rahmen seiner Promotion veröffentlichte er eine seiner ersten Arbeiten zusammen mit Erdős.
Nach seiner Promotion 1935 hatte er, obwohl er bis Ende 1935 schon sieben Veröffentlichungen vorweisen konnte, aufgrund antisemitischer Tendenzen in Ungarn große Probleme, eine Stellung zu finden. 1938 fand er schließlich Arbeit als Hilfslehrer für Mathematik.
Während des Zweiten Weltkriegs wurde Turán wiederholt zur Zwangsarbeit herangezogen und in einem Arbeitslager inhaftiert.  Dennoch stammen viele Arbeiten Turáns aus dieser Zeit. Nach Ende des Zweiten Weltkriegs besuchte er 10 Monate lang Dänemark und verbrachte 1947 sechs Monate am Institute for Advanced Study in Princeton. 

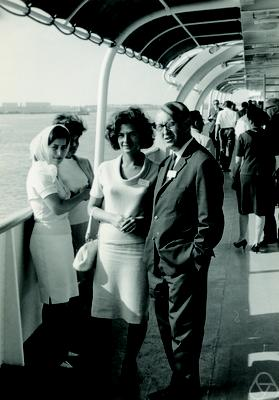
Paul Turán mit Vera Sós Turán 1966 in Moskau

In Ungarn wurde Turán 1948 in die Ungarische Akademie der Wissenschaften gewählt und erhielt schließlich 1949 einen Lehrstuhl für Algebra und Zahlentheorie an der Loránd-Eötvös-Universität in Budapest, den er bis zu seinem Tode 1976 beibehielt. Er war Mitglied der American Mathematical Society und anderer wissenschaftlicher Gesellschaften.
1970 war er Invited Speaker auf dem Internationalen Mathematikerkongress in Nizza (Diophantine approximation and analysis) und 1962 in Stockholm (A comparative theory of prime numbers).
Er war seit 1952 mit der Mathematikerin Vera T. Sós verheiratet, mit der er zwei Kinder hatte.

## Wissenschaftliche Tätigkeit und Leistungen
Wissenschaftlich betätigte sich Turán nicht zuletzt auf den Gebieten der Zahlentheorie, der Analysis und Diskreten Mathematik. Mit seinem Namen sind in der Graphentheorie der Satz von Turán und der Turán-Graph verbunden sowie in der Analytischen Zahlentheorie die auf ihn und Jonas Kubilius zurückgehende Ungleichung von Turán-Kubilius.